# Zdrowie
Zdrowie – stan pełnego fizycznego, umysłowego i społecznego dobrostanu (w tym dobrostan subiektywny), a nie tylko całkowity brak choroby czy niepełnosprawności. Jest uznawane za wartość społeczną, ochranianą na poziomie populacji ludzkiej (zdrowie publiczne).
Dyskusja nt. definicji pojęcia „zdrowie” nie została zakończona. Uważa się, że powinna obejmować np. problemy sprawności do „prowadzenia produktywnego życia społecznego i ekonomicznego” a także wymiar duchowy.
Międzynarodowy Pakt Praw Gospodarczych, Społecznych i Kulturalnych w art. 12 głosi: „Państwa Strony niniejszego Paktu uznają prawo każdego do korzystania z najwyższego osiągalnego poziomu ochrony zdrowia fizycznego i psychicznego”, zobowiązując Strony do zapewnienia tego prawa.
Wyróżnia się:
1. zdrowie fizyczne – prawidłowe funkcjonowanie organizmu, jego układów i narządów;
2. zdrowie psychiczne:
  - zdrowie emocjonalne – zdolność do rozpoznawania emocji, wyrażania ich w odpowiedni sposób, umiejętność radzenia sobie ze stresem, napięciem, lękiem, depresją, agresją,
  - zdrowie umysłowe – zdolność do logicznego, jasnego myślenia;
3. zdrowie społeczne – zdolność do nawiązywania, podtrzymywania i rozwijania prawidłowych relacji z innymi ludźmi;
4. zdrowie duchowe – u niektórych ludzi związane z wierzeniami i praktykami religijnymi, u innych osobisty zbiór zasad, zachowań i sposobów osiągania wewnętrznego spokoju i równowagi[6].

Według Zygfryda Juczyńskiego mylne jest przedstawianie zdrowia i choroby jako przeciwstawnych krańców jednowymiarowej ciągłości. Stan psychiczny chorego i życzliwość społeczna może równoważyć stan chorobowy. Natomiast problemy emocjonalne lub izolacja społeczna mogą sprawić, iż człowiek mimo pełnej sprawności fizycznej poczuje się chory.

## Historia pojęcia
Stan zdrowia ujmowano w kategoriach harmonii ciała człowieka, jego części, wpływów zewnętrznych i ich wzajemnych powiązań. Przypominano poglądy z lat 20. XIX w. znajdujące się pod wpływami oświeceniowymi, oceniano je, ale i ujmowano w kontekście
starożytnej szkoły filozofii przyrody. Prawdopodobnie z tego też powodu uwypuklano szczególne znaczenie dla stanu zdrowia oddziaływań zewnętrznych, w tym powietrza, przybliżając poglądy Anaksymandera z VI w. p.n.e., czy Diogenesa z Apolonii z V w. p.n.e. Zwracano uwagę na tzw. wpływy wewnętrzne i na ustalenia sięgające czasów Hipokratesa - znaczenia dla organizmu teorii humoralnej - roli płynów ustrojowych czyli, tzw. soków. Odwoływano się do metodyków i teorii, iż harmonijny i "właściwy" ruch atomów stanowi zdrowie, zaś przeciwny ruch - chorobę.

## Czynniki wpływające na zdrowie
Według Światowej Organizacji Zdrowia na zdrowie indywidualne i zdrowie zbiorowości wpływa wiele czynników. Są to głównie warunki środowiska otaczającego, czynniki genetyczne, warunki ekonomiczne, poziom wykształcenia, stosunki międzyludzkie w bliskim otoczeniu i w rodzinie. W mniejszym stopniu jest to dostępność i korzystanie z opieki zdrowotnej.
- biologia,
- środowisko,
- styl życia oraz
- opieka zdrowotna.

Zdrowie można więc zachować i polepszyć nie tylko dzięki zastosowaniu dorobku zaawansowanej nauki o zdrowiu i opiece zdrowotnej, ale także poprzez wybór prawidłowego stylu życia.

### Zdrowie psychiczne
Na zdrowie psychiczne składają się takie wskaźniki jak: zrozumienie własnych uczuć, przyjęte zasady myślenia i działania, poczucie własnej wartości, poczucie samospełnienia, samorealizacji, brak niepewności, odpowiednie reagowanie na stres, radzenie sobie ze stratami, dobre relacje ze społecznością, uczenie się na podstawie doświadczeń.
Według WHO nie ma jednej, oficjalnej definicji zdrowia psychicznego, ponieważ różnice kulturowe, subiektywne odczucia oraz rywalizujące ze sobą profesjonalne teorie wpływają na to, jak termin ten jest rozumiany. Jedynym aspektem z którym zgadza się większość ekspertów jest to, że zdrowie psychiczne i zaburzenie psychiczne nie są do siebie przeciwstawne. Innymi słowy, brak rozpoznanej choroby psychicznej nie musi oznaczać zdrowia psychicznego.

## Nauka o zdrowiu
Nauka o zdrowiu obejmuje wiele dyscyplin. Wyróżnia się dwa główne podejścia: 
- badanie ciała ludzkiego i spraw związanych ze zdrowiem w celu zrozumienia funkcjonowania organizmu ludzkiego (i zwierzęcego),
- zastosowanie tej wiedzy w celu polepszenia zdrowia, a także zapobiegania i leczenia chorób.

Badania dotyczące zdrowia przeprowadzane są głównie w takich dyscyplinach jak biologia, chemia czy fizyka a także w różnorodnych dziedzinach multidyscyplinarnych (na przykład socjologia medycyny). Innymi dziedzinami przyczyniającymi się do poszerzenia wiedzy o zdrowiu, w których wykonywane są badania są biochemia, epidemiologia i genetyka.
Celem stosowanych nauk zdrowotnych jest nie tylko poszerzenie wiedzy o zdrowiu, ale także bezpośrednie go polepszenie. 
Niektórymi z nich są: inżynieria biomedyczna, biotechnologia, pielęgniarstwo, dietetyka, farmakologia, farmacja, zdrowie publiczne (zobacz poniżej), psychologia, fizjoterapia i medycyna. Świadczenie usług na rzecz utrzymania lub polepszenia zdrowia człowieka nosi nazwę opieki zdrowotnej (zobacz powyżej).

### Pomiar stanu zdrowia
Pomiaru stanu zdrowia dokonuje się po analizie następujących czynników:
- Zapadalność
- Chorobowość
- Umieralność
- Śmiertelność
- Obciążenie chorobowe ludności[15].

## Utrzymanie zdrowia
Zdrowie jest wynikiem działania czynników związanych z dziedziczeniem genetycznym, środowiskiem, stylem życia i opieką medyczną. Promocja zdrowego stylu życia może wpłynąć na poprawę stanu zdrowia i ograniczyć zapotrzebowanie na opiekę medyczną.
Ochrona zdrowia polega na zapobieganiu i leczeniu chorób, a także na utrzymaniu dobrego samopoczucia fizycznego i psychicznego poprzez korzystanie z usług medycznych, pielęgniarskich oraz pokrewnych profesji medycznych.
Według Światowej Organizacji Zdrowia, ochrona zdrowia obejmuje wszelkie działania mające na celu promowanie zdrowia, do których zalicza się środki zapobiegawcze, łagodzące i lecznicze, stosowane nie tylko w stosunku do jednostek, ale także w stosunku do populacji.
Świadczenie takich usług stanowi o systemie opieki zdrowotnej, obejmującym organizacje rządowe, takie jak Narodowy Fundusz Zdrowia.

### Środowiska wspierające zdrowie
W celu uzyskania odpowiednich warunków zdrowotnych należy brać pod uwagę istnienie lub brak środowisk wspierających zdrowie. Istnieje pięć zasadniczych grup:
- Środowisko fizyczne – powietrze, woda, odpady oraz inne substancje, promieniowanie, mieszkanie, przestrzenie otwarte, przyroda oraz struktury globalne (warstwa ozonowa, obieg węgla w przyrodzie i inne).

### Inne czynniki sprzyjające utrzymaniu zdrowia
Dieta wpływa na zdrowie i wydajność organizmu. Dietetyka analizuje pewne składniki pożywienia, które mogą powodować różne choroby, a także wpływają na pogorszenie stanu zdrowia. Analizuje również suplementy diety, które są skuteczne w zapobieganiu rozmaitym chorobom. Dietetyka próbuje również analizować jak i dlaczego niektóre trendy w dietetyce wpływają na stan zdrowia. Właściwa dieta powinna być także pomocna w wyrównywaniu poziomu energetycznego i właściwego napięcia mięśniowego.
Ćwiczenia fizyczne mają na celu polepszenie lub utrzymanie sprawności fizycznej oraz zdrowia człowieka. Ponadto jednym z ich celów jest doskonalenie zdolności i umiejętności ruchowych. Częste i regularne ćwiczenia fizyczne są ważnym elementem w zapobieganiu wielu chorób, takich jak : rak, miażdżyca, choroby krążeniowo-naczyniowe, cukrzyca typu drugiego, otyłość czy bóle pleców.
W zależności od wywołanego efektu, ćwiczenia dzieli się na trzy grupy:
- Ćwiczenia gibkości – poprawiają zakres ruchów mięśni i stawów,
- Ćwiczenia wytrzymałości tlenowej – poprawiają wydajność sercowo-naczyniową i oddechową,
- Ćwiczenia beztlenowe – ćwiczenia siłowe oraz szybkościowe – podnoszą siłę mięśni.

Ćwiczenia  fizyczne są ważne ze względu na utrzymanie sprawności fizycznej, do której zalicza się: prawidłową wagę, budowę i utrzymanie zdrowych kości, mięśni i stawów; promowanie dobrego samopoczucia fizycznego; zmniejszanie ryzyka operacji chirurgicznych, oraz wzmacnianie systemu odpornościowego. Istotne jest, aby program ćwiczeniowy uzupełnić o odpowiednią dietę, która zapewniając równowagę makro i mikroskładników, pomoże organizmowi w procesie regeneracji po wyczerpujących ćwiczeniach. Zaniedbanie diety lub programów ćwiczeniowych prowadzi zwykle do pogorszenia stanu zdrowia. Zaniedbania te wynikają z zaburzeń odżywiania, takich jak bulimia sportowa, anoreksja lub inne typy bulimii, niedoinformowania, braku organizacji lub motywacji.

#### Medycyna naturalna
Medycyna naturalna należy do nurtów medycyny niekonwencjonalnej. Można ją zdefiniować jako system praktyk mających na celu poprawę stanu zdrowia. Do zadań medycyny naturalnej należy też promocja zdrowego stylu życia oraz zapobieganie chorobom. Do praktyk tych zalicza się dietę, ćwiczenia fizyczne, kręgarstwo, naturopatię, ziołolecznictwo, utrzymanie higieny, homeopatię, masaże, techniki relaksacyjne (Joga, Taijiquan), akupunkturę, saunę, aromaterapię i terapię Kneippa oraz ozonoterapię czy przykłada do ran larwy i pijawki.
Higiena pozwala na utrzymanie skóry w czystości w celu zapobiegania infekcjom i chorobom oraz o unikaniu kontaktu z drobnoustrojami. Do higieny zalicza się następujące czynności: kąpiel, mycie zębów, używanie nici dentystycznych, mycie rąk szczególnie przed posiłkami, mycie jedzenia przed spożyciem, sterylizacja narzędzi kuchennych przed i po przygotowaniu posiłków i wiele innych.

#### Ochrona zdrowia w miejscu pracy
Wiele instytucji i firm zauważa, że dobre samopoczucie pracowników wpływa korzystnie na wydajność pracy, a także na wzrost morale pracowników i ich lojalność wobec pracodawcy. Programy poprawy samopoczucia w miejscu pracy mogą obejmować salony fitness, prezentacje zdrowotne, ułatwiony dostęp do specjalistów, którzy mogą pomóc pracownikom w utrzymaniu prawidłowej masy ciała oraz w pozbyciu się rozmaitych nałogów. Niektórzy pracodawcy decydują się na zapewnienie swym pracownikom regularnych wizyt lekarskich, w czasie których lekarz ocenia nie tylko aktualny stan zdrowia pracownika, a także ryzyko późniejszego wystąpienia rozmaitych dolegliwości.

## Zdrowie publiczne
Zdrowie publiczne jest „nauką i sztuką zapobiegania chorobom, przedłużania życia i promowania zdrowia poprzez zorganizowane wysiłki i świadome wybory społeczeństwa, organizacji, społeczności państwowych i prywatnych, a także jednostek”. Dotyczy zdrowia całego społeczeństwa, które jest badane za pomocą analizy zdrowotnej populacji. Badana populacja może obejmować garstkę ludzi lub wszystkich mieszkańców kilku kontynentów (na przykład, tak jak w przypadku pandemii). Zdrowie publiczne ma wiele dyscyplin, jednak najważniejsze z nich to: epidemiologia, biostatystyka i usługi zdrowotne. Zdrowie środowiskowe, społeczne, behawioralne i zawodowe, również należą do ważnych dziedzin zdrowia publicznego.
Celem zdrowia publicznego jest zapobieganie chorobom a nie ich leczenie poprzez obserwację przypadków i promocję zdrowych zachowań. Należy jednak zdać sobie sprawę z faktu, że często leczenie choroby oznacza zapobieganie jej wystąpienia u innych ludzi, jak na przykład w  przypadku wybuchu epidemii. Szczepienia czy dystrybucja prezerwatyw są przykładami środków zapobiegawczych, stosowanych przez zdrowie publiczne.

## Edukacja zdrowotna
Nowoczesna edukacja zdrowotna jest ważnym elementem promocji zdrowia. Postępujący proces jej rozwoju i wzrost zainteresowania nią przedstawicieli nauk społecznych stwarza szanse na przeniesienie akcentów ze zdrowia somatycznego na psychospołeczne. Niestety w licznych edukacyjnych programach profilaktycznych nie rozważa się jednak całościowego podejścia, ukierunkowanego na rozwijanie umiejętności życiowych, pozwalających na stałe utrzymanie zdrowia.